# Takuya Izawa
Takuya Izawa (伊沢拓也, Izawa Takuya, Tóquio, 1 de junho de 1984) é um automobilista japonês. Ele disputou a temporada da GP2 Series de 2014 pela equipe ART Grand Prix.